# Effets structurants des infrastructures de transport
Les effets structurants des infrastructures de transport sont un objet d'études portant sur les modifications spatiales, sociales et économiques induites par la mise en service d'une infrastructure de transport. Contestés par de nombreux géographes et économistes comme Jean-Marc Offner ou Roger Vickerman, les effets structurants sont connus sous le nom « wider economic impacts » dans la littérature scientifique anglo-saxonne. Étudiés par de nombreux chercheurs, le vocabulaire varie de « retombées économiques indirectes » à « effets économiques élargis ». L'approche des effets économiques élargis contribue au développement des approches dites mésoéconomiques.

## Existence

### Un mythe politique?
Dans un article de 1993 qui fait grand bruit, Les « effets structurants » du transport : mythe politique, mystification scientifique, Jean-Marc Offner dénonce une rhétorique appuyant une causalité directe entre la mise en place d'un équipement de transport et un impact sur les structures urbaines. Celle-ci est à la base d'un discours politique récurrent (qualifié de « mythe politique »), conforté par des évaluations de projet n'explorant pas toutes les possibilités et par son intérêt opératoire : il permet de légitimer la réalisation de structures importantes qu'il serait difficile de justifier autrement de manière rationnelle (lesdites structures ne sont pas forcément inutiles pour autant). Mais pour Jean-Marc Offner, ce  « mythe politique » est également appuyé par une  « mystification scientifique » condamnable ; celle-ci maintient une « valeur d'usage » aux effets structurants alors même que les études empiriques les mettent fortement en doute, et certains scientifiques utilisent par paresse une notion sans fondement, manquant de rigueur méthodologique.

### Une condition à la mise en place d'un système?
Vingt ans plus tard, les effets structurants donnent à nouveau lieu à un débat au sein de la même revue, où Francis Beaucire souligne que les effets structurants peuvent avoir lieu, mais qu'ils ne reposent pas sur l'infrastructure elle-même ni même seulement sur la desserte qui l'accompagne : celle-ci forme une condition nécessaire mais non suffisante à la mise en place d'un système (qui relève lui de la structuration). La non-existence des infrastructures de transport peut, elle, être un facteur limitant le développement. L'approche systémique permettrait de rendre compte de la complexité des relations entre territoire et transport.

### Une existence sur le long terme?
Au sein du même débat, Anne Bretagnolle et Denise Pumain soutiennent que si le mythe existe bien à l'échelle de la décision politique, il est pour autant possible d'observer des effets structurants à une échelle spatio-temporelle plus large,. Le concept d'effets structurants n'est « pas à proscrire » sur le long terme.

## Exemples
- Nouvelles gares sur lignes à grande vitesse en France#Effets structurants